# Shaula

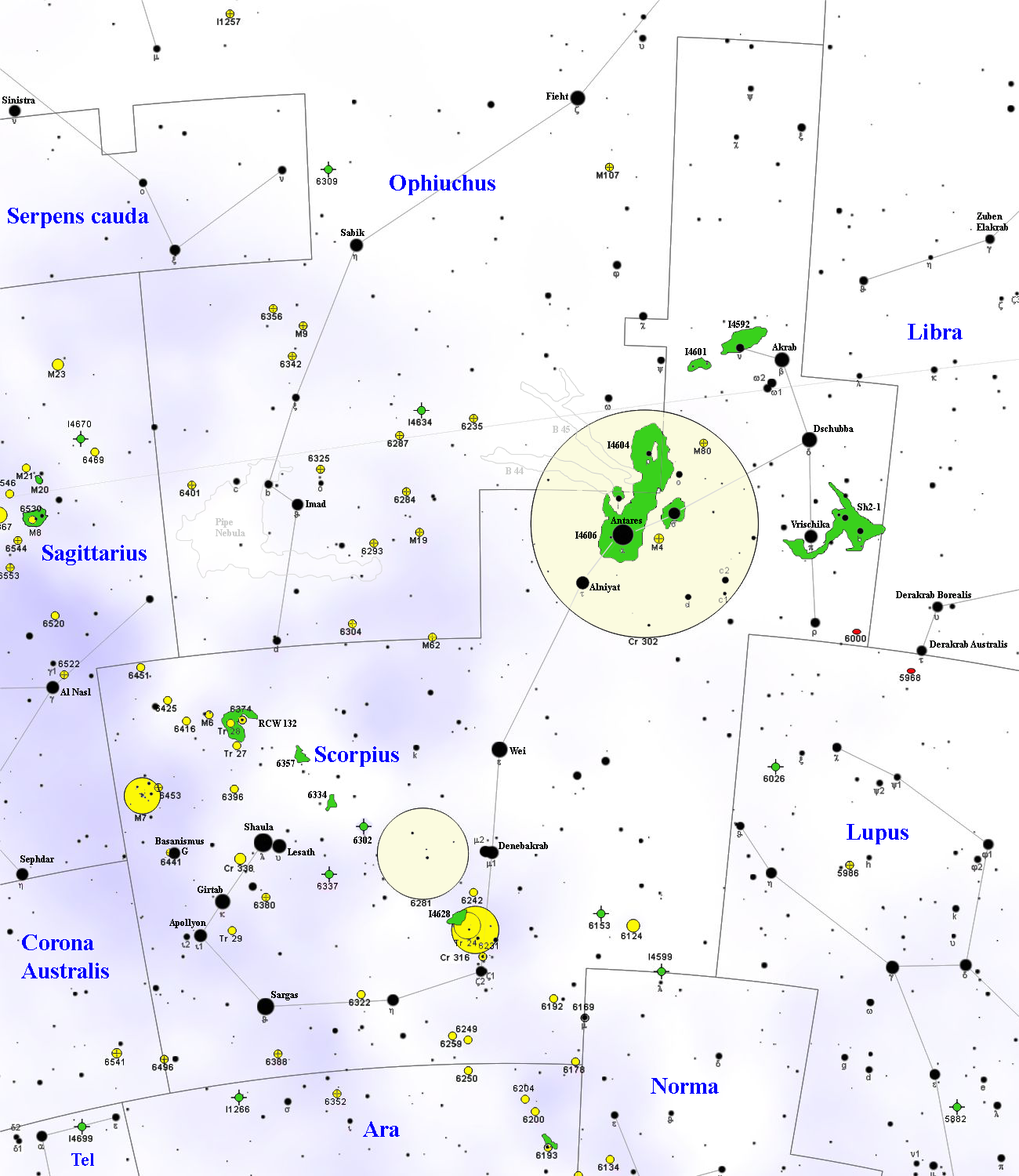
Shaula a la seva constel·lació

Shaula (Lambda Scorpii / λ Sco / 35 Sco) és una estrella situada a la constel·lació d'Scorpius («L'Escorpí»). Malgrat la seva designació Bayer «Lambda» (sisena lletra de l'alfabet grec) és, després d'Antares (α Scorpii), el segon punt més brillant de la constel. El seu nom prové de l'àrab الشولاءaš-šawlā ', «l'agulló».
Shaula apareix visualment com una estrella múltiple amb tres components: λ Scorpii A, de magnitud aparent +1,62, λ Scorpii A a una distància de 42  segons d'arc, i λ Scorpi C, a una distància de 95 segons d'arc d'A Es desconeix si les components B i C estan físicament associades a A.
Lambda Scorpii A és, al seu torn, un sistema estel·lar triple. El component principal, Shaula A o Shaula Aa, està catalogada com una subgegant blau de tipus espectral B2IV i una temperatura superficial de 25.000  K. El seu radi és 6,2 vegades més gran que  el solar i la seva massa equival a unes 11  masses solars, paràmetres més en concordança amb una estrella de seqüència principal i no amb una subgegant. És a més una estrella variable polsant de tipus  Beta Cephei amb dos períodes superposats de 0,2137 i 0,1069 dies.
Shaula Aa òrbita cada 2,96 anys al voltant de l'estrella principal, a una separació mitjana real de 5,7  unitats astronòmiques (ua). Se la pot considerar una versió menor de Shaula A; el seu radi és 5,4 vegades el solar i la seva massa és 8 vegades la del Sol. Amb una temperatura superficial de 21.000 K, és 5.000 vegades més lluminosa que el Sol
El tercera component, anomenada Shaula Ab, té un període orbital al voltant de Shaula Aa de només 5,9525 dies, en una òrbita  excèntrica -malgrat la seva proximitat que fa que la separació entre les dues estrelles varia entre 0,11 i 0,19 ua. Amb una massa estimada 1,8 vegades més gran que la massa solar, Shaula Ab pot ser una estrella de neutrons, una nana blanca massiva o, potser amb més probabilitat, una estrella T Tauri encara en formació, donada la joventut del sistema, que és inferior als 15 milions d'anys.
Tot i que el  satèl·lit Hipparcos va situar Shaula a 700  anys llum de distància de la Terra, observacions més recents suggereixen que la distància pot ser de només 365 anys llum, pràcticament la meitat del valor anterior.